# اوئمتنگا
اوئمتنگا شهری در شهرستان بورزانگا در استان بام در بورکینافاسوی شمالی است و جمعیت آن ۲۵۹ نفر است.